# Institución total

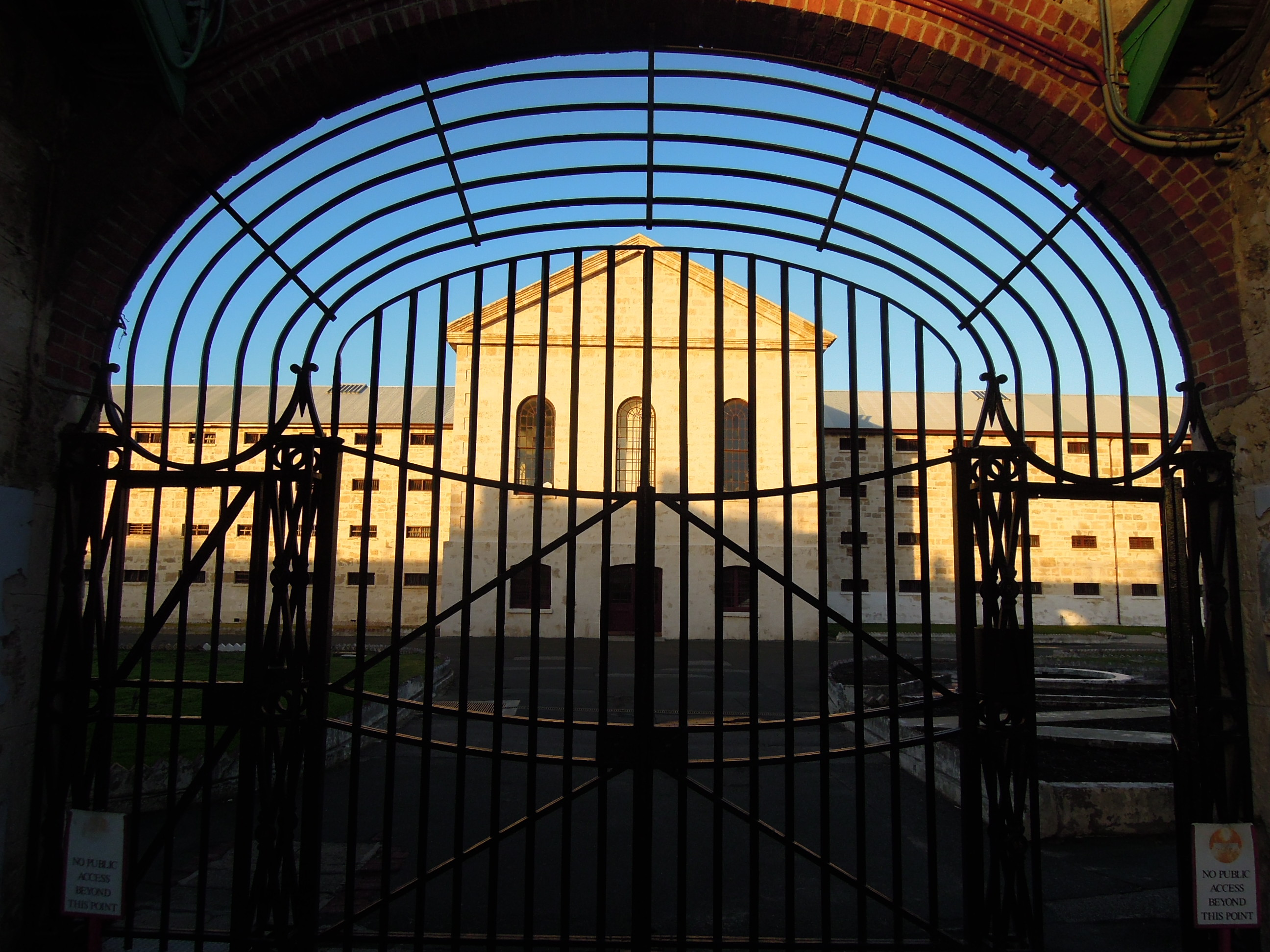
Institución total

Concepto ideado por el sociólogo Erving Goffman para designar un “lugar de residencia o trabajo, donde un gran número de individuos en igual situación, aislados de la sociedad por un periodo apreciable de tiempo, comparten en su encierro una rutina diaria, administrada formalmente” (Goffman,1961: 13). Ejemplos típicos de instituciones totales son las cárceles o los hospitales psiquiátricos.

## Características
La característica central de las instituciones totales, según Goffman, es la ruptura de un ordenamiento social básico en la sociedad moderna: la distinción entre los espacios de juego, descanso y trabajo, en los que por lo general se interactúa con distintos coparticipantes, bajo autoridades diversas y sin respetar un plan administrativo muy estricto.
Por el contrario, según Goffman (1961: 19-20), las instituciones totales se caracterizan por:
1. Todas las dimensiones de la vida se desarrollan en el mismo lugar y bajo una única autoridad.
2. Todas las etapas de la actividad cotidiana de cada miembro de la institución total se llevan a cabo en la compañía inmediata de un gran número de otros miembros, a los que se da el mismo trato y de los que se requiere que hagan juntos las mismas cosas.
3. Todas las actividades cotidianas están estrictamente programadas, de modo que la actividad que se realiza en un momento determinado conduce a la siguiente, y toda la secuencia de actividades se impone jerárquicamente, mediante un sistema de normas formales explícitas y un cuerpo administrativo.
4. Las diversas actividades obligatorias se integran en un único plan racional, deliberadamente creado para lograr objetivos propios de la institución.

## Origen y metodología
Goffman presenta la noción de institución total en Asylums (traducido al español como Internados). Este famoso ensayo fue el resultado de la investigación de campo que realizó entre 1955 y 1956 en el hospital psiquiátrico St. Elizabeth, en Washington, una gran institución con más de siete mil internos. Goffman pretendía “aprender algo sobre el mundo social de los pacientes hospitalizados, según ellos mismos lo experimentaban subjetivamente” (Goffman, 1961: 9).
En el transcurso de su investigación Goffman trató de pasar desapercibido presentándose como ayudante del director de gimnasia, aplicando estrategias microsociológicas explícitamente cercanas a la etnología (Goffman, 1999: 105; Joseph, 1999 ). Goffman consideraba que cualquier grupo estable desarrolla una conducta que, cuando se examina adecuadamente, resulta significativa y razonable. Creía que la mejor manera de analizar las pautas que seguían estos grupos era someterse personalmente a la rutina diaria a la que están sujetos los miembros de estos grupos.
El concepto de “institución total” tuvo una enorme influencia en las reformas institucionales de los años setenta que afectaron a cárceles, orfanatos, hospitales o manicomios y, en particular, en el surgimiento de la antipsiquiatría. Fue introducido en Italia por Franco Bassaglia y por Robert Castel en Francia. Por otro lado el tratamiento de Goffman de las instituciones totales tiene importantes antecedentes y conexiones en las investigaciones de Wilhelm Reich, Max Horkheimer o Theodor Adorno sobre la personalidad autoritaria. Con posterioridad el concepto de institución total se ha utilizado para analizar un abanico más amplio de organizaciones sociales, desde parques temáticos, resorts turísticos, barcos mercantes a monasterios, regimientos.